# Isometrie (wiskunde)
In de wiskunde is een isometrie of isometrische afbeelding een functie die twee metrische ruimten op elkaar afbeeldt en die daarbij de afstanden bewaart. Bij een isometrie wordt een figuur steeds afgebeeld op een congruente figuur. De samenstelling van twee of meer isometrieën is weer een isometrie.
De isometriegroep van een metrische ruimte is de verzameling van alle isometrieën van die metrische ruimte op zich zelf, met de functiecompositie als groepsbewerking. 

## Definitie
Zij {\displaystyle (M_{1},d_{1})} en {\displaystyle (M_{2},d_{2})} twee gegeven metrische ruimten, {\displaystyle x} en {\displaystyle y} twee punten in {\displaystyle M_{1}} en {\displaystyle M_{2}} en {\displaystyle f:M_{1}\rightarrow M_{2}} een afbeelding met de eigenschap:
{\displaystyle d_{2}(f(x),f(y))=d_{1}(x,y)},
dan noemt men {\displaystyle f} een isometrie van {\displaystyle M_{1}} naar {\displaystyle M_{2}}
Een isometrie is altijd injectief. Als {\displaystyle f} bijectief is, noemt men {\displaystyle f} een isometrisch isomorfisme en noemt men de metrische ruimten {\displaystyle M_{1}} en {\displaystyle M_{2}} isometrisch isomorf. 
In andere gevallen noemt men {\displaystyle f} een isometrische inbedding van {\displaystyle M_{1}} in {\displaystyle M_{2}}.

## Euclidische isometrie
Een euclidische isometrie is een isometrie in de {\displaystyle n}-dimensionale euclidische ruimte. Ze zijn van de vorm {\displaystyle \mathbf {f} (\mathbf {x} )=A\mathbf {x} +\mathbf {b} } met {\displaystyle A} een orthogonale matrix, dus zodat {\displaystyle A^{-1}=A^{T}}, en vormen de euclidische groep {\displaystyle E(n)}.
Een directe isometrie is een euclidische isometrie die de oriëntatie niet verandert, ze vormen de speciale euclidische groep {\displaystyle \mathrm {SE} (n)}. Bij een directe isometrie is de determinant {\displaystyle \det(A)} van {\displaystyle A} gelijk aan 1, bij een indirecte -1. De samenstelling van een aantal isometrieën is dus direct als het aantal indirecte isometrieën even is en anders indirect.
Bij een directe isometrie is een geleidelijke overgang via tussenliggende isometrieën mogelijk van de identiteit naar die isometrie, alsof een traject in stappen wordt afgelegd.
Indirect zijn:
- een dimensie: spiegeling in een punt
- twee dimensies: spiegeling in een lijn, inclusief glijspiegeling
- drie dimensies: spiegeling in een vlak, inclusief glijspiegeling en draaispiegeling

### Isometrieën in een euclidische ruimte met de oorsprong als dekpunt
De isometrieën in de {\displaystyle n}-dimensionale euclidische ruimte met de oorsprong als dekpunt vormen de orthogonale groep {\displaystyle \mathrm {O} (n)}. Ze worden geheel bepaald door hun restrictie tot de eenheidsbol van de betreffende ruimte: in één dimensie twee punten, in twee dimensies een cirkel en in drie dimensies een boloppervlak. De algemene vorm is {\displaystyle \mathbf {f} (\mathbf {x} )=A\mathbf {x} } met {\displaystyle A} een orthogonale matrix, dus {\displaystyle \mathbf {f} ^{-1}(\mathbf {x} )=A^{T}\mathbf {x} }.

### Isometrieën in het euclidische vlak
{\displaystyle \mathrm {SE} (2)} is de verzameling directe isometrieën in het euclidische vlak. Elk element is van een van de volgende types:
- rotatie om {\displaystyle \mathbf {x_{0}} }: {\displaystyle \mathbf {f} (\mathbf {x} )=\mathbf {x_{0}} +A(\mathbf {x} -\mathbf {x_{0}} )=A\mathbf {x} +(I-A)\mathbf {x_{0}} }
- translatie: {\displaystyle \mathbf {f} (\mathbf {x} )=\mathbf {x} +\mathbf {t} }

met als gemeenschappelijk triviaal geval de identieke afbeelding {\displaystyle \mathbf {x} }. De overige rotaties en translaties worden de echte genoemd.
Een combinatie van een echte rotatie en een translatie is altijd een pure rotatie over dezelfde hoek, met een ander draaipunt. {\displaystyle I-A} is dan inverteerbaar.
De rest van {\displaystyle \mathrm {E} (2)} bestaat uit de indirecte isometrieën: de glijspiegeling, dit is spiegeling ten opzichte van een lijn met een translatie evenwijdig aan die lijn, met als speciaal geval een pure spiegeling.
Indeling naar de verzameling dekpunten:
- het hele vlak: identieke afbeelding
- een lijn: pure spiegeling
- een punt: echte rotatie
- leeg:
  - echte translatie
  - echte glijspiegeling

Hier moeten bijzondere gevallen in ieder geval wel apart worden behandeld en wordt 'echt' bij de overige toegevoegd.
Indeling naar aantal vrijheidsgraden:
- 0: identieke afbeelding
- 2:
  - translatie
  - pure spiegeling
- 3:
  - rotatie
  - glijspiegeling

#### Isometrieën in het euclidische vlak met de oorsprong als dekpunt
De orthogonale groep O(2) is de groep van isometrieën in het euclidische vlak met de oorsprong als dekpunt en ook die op de eenheidscirkel. De algemene vorm is {\displaystyle \mathbf {f} (\mathbf {x} )=A\mathbf {x} } met {\displaystyle A} een orthogonale matrix, dus {\displaystyle \mathbf {f} ^{-1}(\mathbf {x} )=A^{T}\mathbf {x} }.
{\displaystyle \det(A)=1} voor rotaties om de oorsprong en {\displaystyle \det(A)=-1} voor spiegelingen ten opzichte van een lijn door de oorsprong.
Een combinatie van een rotatie en een spiegeling is een spiegeling in een andere lijn.
Indeling naar de verzameling dekpunten:
- het hele vlak: identieke afbeelding
- een lijn: pure spiegeling
- alleen de oorsprong: echte rotatie

Indeling naar aantal vrijheidsgraden:
- 0: identieke afbeelding
- 1: rotatie
- 1: spiegeling

### Isometrieën in de driedimensionale euclidische ruimte
De isometrieën in de driedimensionale euclidische ruimte zijn:
- {\displaystyle \mathrm {SE} (3)}, directe isometrieën, mogelijke veranderingen van positie en stand van een star lichaam: schroefverplaatsing, dat wil zeggen rotatie met translatie langs de as, met als speciale gevallen geen rotatie en/of geen translatie
- de rest van {\displaystyle \mathrm {E} (3)}, indirecte isometrieën: draaispiegeling, een spiegeling met rotatie om een as loodrecht op de spiegel, en glijspiegeling, een translatie met een translatievector evenwijdig aan de spiegel, met als gemeenschappelijk triviaal geval een pure spiegeling

Voor elke directe isometrie {\displaystyle \mathbf {f} (\mathbf {x} )=A\mathbf {x} +\mathbf {b} } met {\displaystyle A} dus een orthogonale matrix met {\displaystyle \det(A)=1}, is er anders dan in twee dimensies een indirecte isometrie {\displaystyle \mathbf {f} (\mathbf {x} )=\mathbf {b} -A\mathbf {x} }.
Indeling naar de verzameling dekpunten:
- de hele ruimte: identieke afbeelding
- een vlak: pure spiegeling
- een lijn: echte rotatie
- een punt: echte draaispiegeling
- leeg:
  - echte translatie en echte schroefverplaatsing
  - echte glijspiegeling

Indeling naar aantal vrijheidsgraden:
- 0: identieke afbeelding
- 3:
  - translatie
  - pure spiegeling
- 5:
  - rotatie
  - glijspiegeling
- 6:
  - schroefverplaatsing
  - draaispiegeling

De puntspiegeling of inversie ten opzichte van een punt {\displaystyle \mathbf {b} } is de speciale draaispiegeling {\displaystyle \mathbf {f} (\mathbf {x} )=2\mathbf {b} -\mathbf {x} }, met drie vrijheidsgraden. Anders dan andere draaispiegelingen is deze onafhankelijk van de richting van de rotatie-as.
Een achirale isometriegroep van de driedimensionale ruimte die deze puntspiegeling bevat en waarvan elke isometrie {\displaystyle \mathbf {b} } als dekpunt heeft, bestaat uit zijn directe isometrieën en voor elk de samenstelling met deze puntspiegeling. Deze samenstelling is commutatief.

#### Isometrieën in de driedimensionale euclidische ruimte met de oorsprong als dekpunt
O(3) is de groep van isometrieën in de driedimensionale euclidische ruimte met de oorsprong als dekpunt, en ook die op de eenheidsbol. De algemene vorm is {\displaystyle \mathbf {f} (\mathbf {x} )=A\mathbf {x} } met {\displaystyle A} een orthogonale matrix, en dus {\displaystyle \mathbf {f} ^{-1}(\mathbf {x} )=A^{T}\mathbf {x} }.
{\displaystyle \det(A)=1} voor rotaties om de oorsprong en {\displaystyle \det(A)=-1} voor spiegelingen ten opzichte van een vlak door de oorsprong, of een draaispiegeling.
Voor elke directe isometrie {\displaystyle \mathbf {f} (\mathbf {x} )=A\mathbf {x} } met dus {\displaystyle \det(A)=1}, is er een indirecte isometrie {\displaystyle \mathbf {f} (\mathbf {x} )=-A\mathbf {x} }.
Indeling naar de verzameling dekpunten:
- de hele ruimte: identieke afbeelding
- een vlak: pure spiegeling
- een lijn: echte rotatie
- alleen de oorsprong: echte draaispiegeling

Indeling naar aantal vrijheidsgraden:
- 0: identieke afbeelding
- 2: pure spiegeling
- 3: 
  - rotatie
  - draaispiegeling

De puntspiegeling ten opzichte van de oorsprong is de speciale draaispiegeling {\displaystyle \mathbf {f} (\mathbf {x} )=-\mathbf {x} }, met 0 vrijheidsgraden. Anders dan andere draaispiegelingen is deze onafhankelijk van de rotatie-as. Een achirale isometriegroep van de driedimensionale ruimte die deze puntspiegeling bevat bestaat uit zijn directe isometrieën en voor elk de samenstelling met deze puntspiegeling. Deze samenstelling is commutatief.

## Isometrieën in het complexe vlak
Isometrieën in het complexe vlak, met als afstand tussen twee complexe getallen de absolute waarde van het verschil, komen overeen met de isometrieën in het euclidische vlak. 
Met complexe getallen {\displaystyle a} en {\displaystyle b}, waarbij {\displaystyle |a|=1}, zijn de isometrieën:
- {\displaystyle f(z)=az+b}, de directe isometrieën
- {\displaystyle f(z)=a{\overline {z}}+b}, de indirecte isometrieën

Niet alleen translaties, maar ook rotaties, spiegelingen en glijspiegelingen in een vlak kunnen zo eenvoudig genoteerd worden.
Het equivalent van translatievector is hierbij translatiegetal.